# Cerodontha unica
Cerodontha unica är en tvåvingeart som beskrevs av Zlobin 1993. Cerodontha unica ingår i släktet Cerodontha och familjen minerarflugor. Inga underarter finns listade i Catalogue of Life.